# Just My Imagination (Running Away with Me)
Just My Imagination (Running Away with Me) è un singolo del gruppo vocale statunitense The Temptations, pubblicato nel 1971 e scritto da Norman Whitfield e Barrett Strong. Il brano è inserito nell'album Sky's the Limit ed è stato prodotto da Norman Whitfield.

## Tracce
- 7"

1. Just My Imagination (Running Away with Me)
2. You Make Your Own Heaven and Hell Right Here on Earth

## Cover
Il brano è stato interpretato dai The Rolling Stones per l'album Some Girls del 1978.